# Оріховець (озеро)
Оріховець — озеро на північному сході Ратнівського району Волинської області в Україні. Належить до басейну річки Західний Буг. 
Площа водного дзеркала — 147,5 га. Середня глибина — 1 метр, максимальна — 3 метри. Об'єм озера 1,47 млн. м³. 
Береги озера вкриті заростями водно-болотної та лучної рослинності. Озеро інтенсивно замулюється, потужність сапропелевих відкладів становить 3 метри. Живлення поверхневими стоками. Використовується з метою любительського рибальства. В озері трапляються такі види риб: карась сріблястий, плітка, краснопірка, окунь, щука, сазан, лин, плоскирка, лящ, сомик карликовий. 
До озера вливається Оріхівський канал, що далі тече територією Берестейської області Білорусі до Дніпро-Бузький каналу, який сполучений з річкою Мухавець, що є правою притокою Західного Бугу. 
Найближчий населений пункт — село Мале Оріхове, розташований на відстані 600 метрів на південь. З північно-східного та північного боку пролягає державний кордон між Україною та Білоруссю. 
Озеро входить до складу гідрологічного заказника місцевого значення «Оріхівський».